# Виртуальная доска объявлений
Виртуальная доска объявлений — это веб-сайт, предназначенный для публикации и хранения рекламных объявлений размещаемых посетителями данного сайта. Также доской объявлений называют раздел сайта выполняющий те же функции, что и отдельный сайт, классифицируемый как виртуальная доска объявлений, но, как правило, это узкотематические ресурсы.

## Основные функции
В настоящий момент в Интернете присутствует более десятка тысяч различных виртуальных досок (электронных досок) объявлений более или менее различных по функционалу и условиям размещения на них объявлений, но как правило, принцип их функционирования один и тот же, а именно каждый желающий пользователь Интернета заходит на такой сайт и через специальную форму ввода публикует на сайте объявление. Как правило, для публикации запрашиваются контактные данные пользователя (такие как номер телефона, адрес электронного почтового ящика, URL сайта и т. д.), заголовок объявления, фотография и др., в конечном счете все зависит от конкретной реализации виртуальной доски объявлений.

## Типы и различия
В современном Интернете все виртуальные доски объявлений можно разделить на несколько типов и подтипов. Самым главным критерием доски является возможность платного или бесплатного размещения объявления. Большинство популярных крупных высокопосещаемых досок используют платный тип размещения объявлений, то есть пользователь размещает объявление, а потом вносит фиксированную сумму для того, чтобы объявление было опубликовано. При этом более мелким сайтам, для того чтобы выдержать конкуренцию за посетителя, приходится публиковать объявления бесплатно.
Далее, виртуальные доски различаются по специализации, а именно узкоспециализированные и широкотематические. 
Как правило, широкотематические — это отдельные самостоятельные веб-сайты, специализирующиеся непосредственно на исполнении функции виртуальной доски объявлений (на таких досках можно найти практически все). 
Узкоспециализированные доски — это в основном разделы тематических сайтов, но есть и исключения, они чаще всего подразделяются как «Промышленные», «Строительные» и т. п.